# James Bradley (écrivain)
Pour les articles homonymes, voir James Bradley et Bradley.
James Bradley, né le 15 mai 1967 à Adélaïde en Australie, est un écrivain, un poète et un critique littéraire australien, auteur de roman policier et de science-fiction.

## Biographie
James Bradley fait des études à l'université d'Adélaïde.
En 1997, il publie son premier roman, Wrack pour lequel il est lauréat du Kathleen Mitchell Award (en) 1998. En 1998, il fait paraître The Deep Field avec lequel il remporte The Age Book of the Year (en) 1999. Son seul roman traduit en français, Le Résurrectionniste (The Resurrectionist) est paru en 2007.

## Œuvre

### Romans
- (en) Wrack, 1997
- (en) The Deep Field, 1998
- Le Résurrectionniste, Payot & Rivages, coll. « Rivages/Thriller », 2009 ((en) The Resurrectionist, 2007)  (ISBN 978-2-7436-1917-6)Réédition Payot & Rivages, coll. « Rivages/Noir » no 901, 2013 (ISBN 978-2-7436-2452-1)
- (en) Clade, 2015
- (en) The Silent Invasion, 2017
- (en) The Buried Ark, 2018
- (en) Ghost Species, 2020

### Romans courts
- (en) Beauty's Sister, 2013

### Poésie
- (en) Paper Nautilus, 1994

## Prix et distinctions
- Kathleen Mitchell Award (en) 1998 pour Wrack
- The Age Book of the Year (en) 1999 pour The Deep Field[1]
- Pascall Prize (en) 2012[2]